# География Гваделупы
Гваделупа — заморский департамент Франции, часть Малых Антильских островов.
Площадь Гваделупы — 1628 км², длина береговой линии — 306 км.
Гваделупа состоит из двух примерно равных по площади частей, разделённых узким проливом Ривьер-Сале.
Западная часть — Бас-Тер — в переводе с французского означает «нижняя» или «низкая земля». Тем не менее вопреки этому названию Бас-Тер горист, сложен вулканическими породами; на нём расположен действующий вулкан Суфриер (1467 м) — самая высокая точка Малых Антильских островов.
Восточная часть Гранд-Тер представляет собой, наоборот, плато высотой лишь до 130 м, сложенное известняками и вулканическими туфами. Гваделупа весьма сейсмична, особенно Бас-Тер. Остров беден полезными ископаемыми — есть лишь сырьё для производства стройматериалов и сера.
Также к Гваделупе относятся и отдалённые Ле-Сент, Мари-Галант и Ла-Дезирад. До 2007 году к Гвадулупе относились также Сен-Бартелеми и Сен-Мартен.
К северу от Гваделупы расположены острова Антигуа и Барбуда, к северо-западу — остров Монтсеррат, к югу — Доминика. На западе расположено Карибское море, на востоке — открытый Атлантический океан. Сухопутных границ Гваделупа не имеет.

## Климат
Климат Гваделупы — тропический пассатный. Характерны ровные температуры (24—27 °C) и значительное увлажнение (1500—2000 мм осадков в год). Дождливый сезон длится с июля по ноябрь. Иногда на остров в это время обрушиваются тропические ураганы. Несмотря на обильные осадки, на Гранд-Тере очень мало постоянных рек, так как вода уходит в трещины в известняке, зато на гористом Бас-Тере реки многочисленны и имеют быстрое течение. Дождевую воду на острове собирают в резервуары.

## Галерея

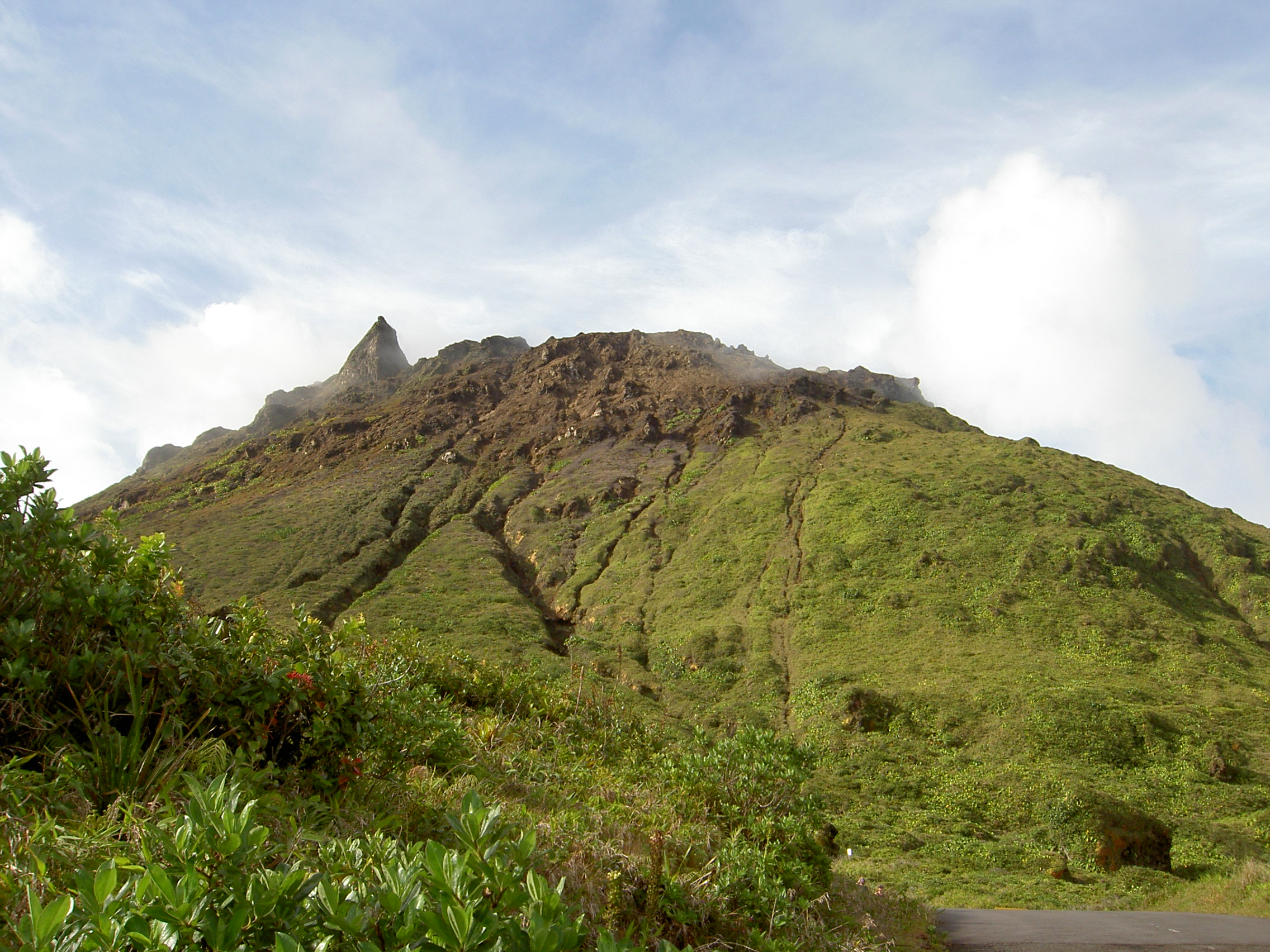
Гран-Суфрьер
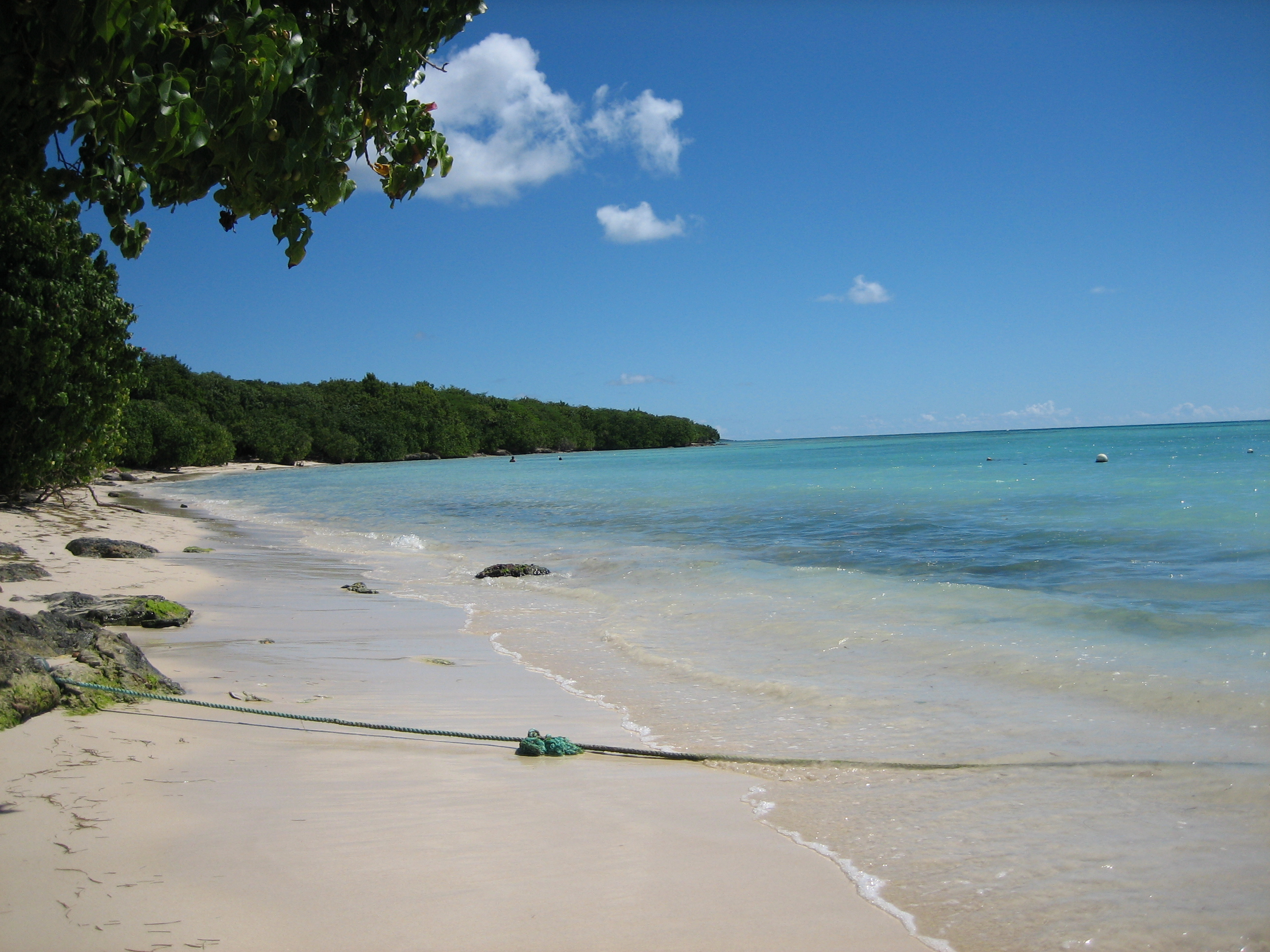
Пляж на Гранд-Тере
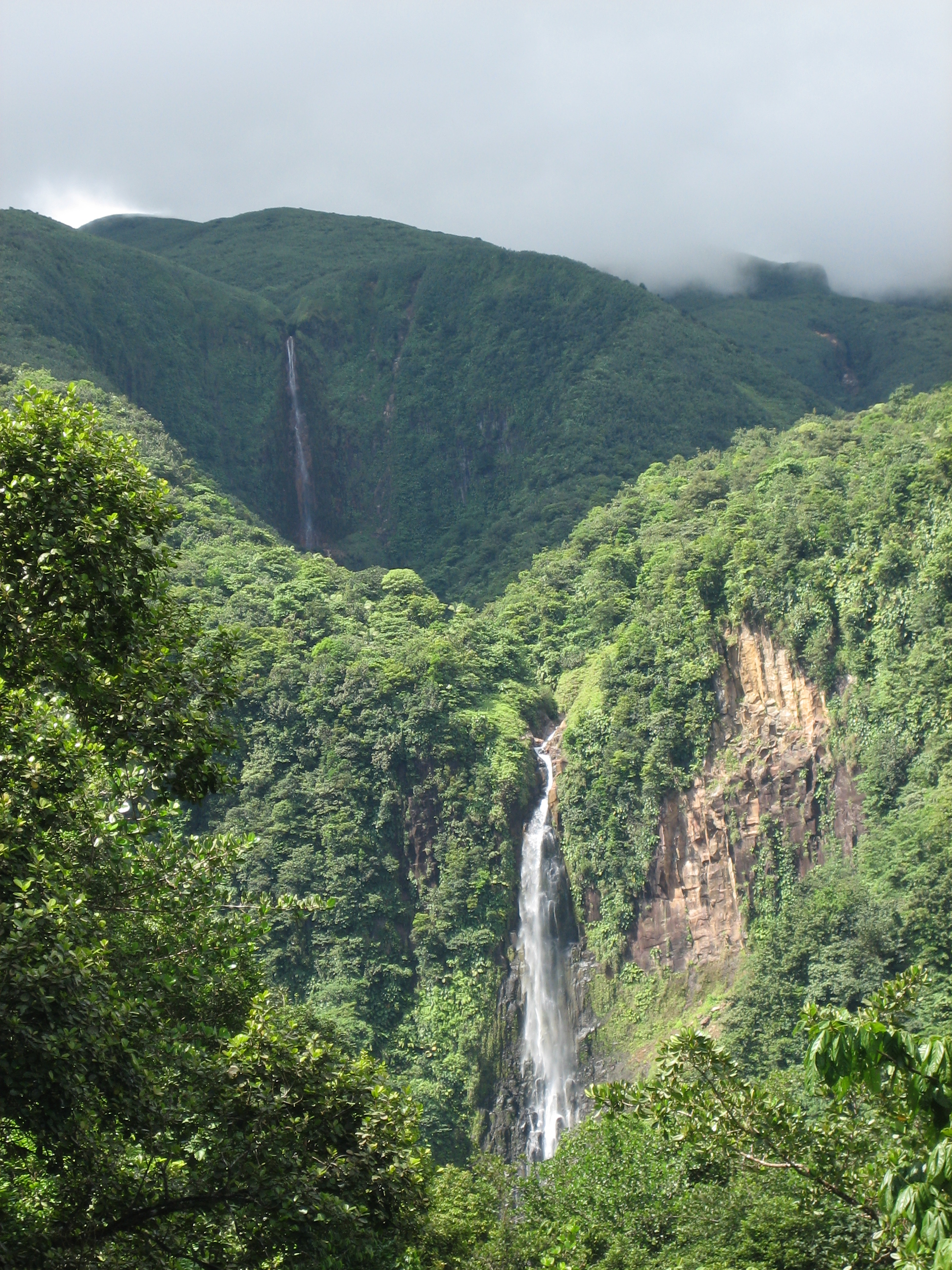
Водопад Шют-дю-Карбе